# Isidoro Chiari
Isidoro Chiari ou Clario (né vers 1495 à Chiari et mort le 18 mars 1555 à Foligno) est un évêque italien de la Réforme catholique.

## Biographie
Isidoro Chiari naquit, l’an 1495, près de Brescia, dans un petit château nommé Chiari, dont il prit le nom. Dès sa première jeunesse, il prit l’habit de St-Benoît dans le monastère du Mont-Cassin. Il étudia les langues anciennes et la théologie, et se distingua par ses talents et par son éloquence en plusieurs occasions, principalement au Concile de Trente (1546), dans les disputes sur l’autorité du texte et des versions de l’Écriture sainte. Louis de Catane, s’appuyant de l’autorité de St. Jérôme, prétendait qu’entendre seulement la Vulgate latine, ce n’était pas entendre la parole divine, mais celle du traducteur, qui pouvait faillir. Après avoir parlé des versions grecques de l’Ancien Testament, recueillies par Origène, en six colonnes, sous le nom d’Hexaples ; de la principale de ces versions, qui est celle des Septante, d’où sont venues différentes traductions ; de la version latine appelée l’Italique ; du Nouveau Testament grec ; de la traduction de l’Ancien Testament, faite par St. Jérôme sur l’hébreu, et de la correction qu’il fit sur le texte grec de la version latine du Nouveau Testament ; enfin, de l’édition connue sous le nom de Vulgate, Chiari conclut qu’aucune traduction de l’Écriture ne pouvait être équivalente au texte de la langue originale, etc. ; mais que l’édition vulgate, qui est presque toute de St. Jérôme, et qui avait plus de 1,000 ans d’antiquité dans l’Église, devait être préférée par le Concile, comme ayant été corrigée sur le texte original. Cet avis fut suivi, et le concile déclara la Vulgate authentique. Chiari fut bientôt après nommé, par Paul III, évêque de Foligno en Ombrie. ll gouverna sagement son église pendant sept à huit ans, et mourut d’une fièvre violente, le 28 mai 1555.

## Œuvres

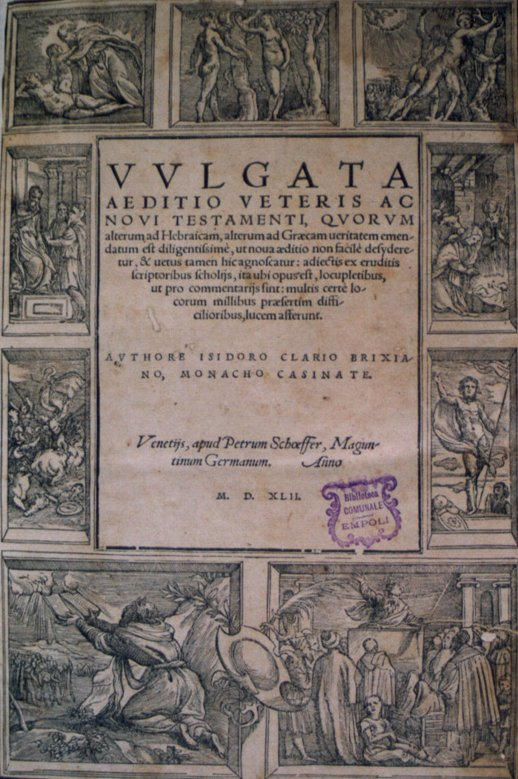
Vulgata aeditio Veteris ac Novi Testamenti... authore Isidoro Clario brixiano (1542)

Isidoro Chiari était un écrivain savant et laborieux. Il entreprit la réforme de la Vulgate, et publia ce travail considérable sous le titre suivant : Vulgata editio Veteris et Novi Testamenti, quorum alterum ad hebraicam, alterum ad græcam veritatem emendatum est quam diligentissime ut nova editio non facile desideretur, et vetus tamen hic agnoscatur ; adjectis ex eruditis scriptoribus scholiis, quæ multis certe locorum millibus, præsertim difficilioribus, lumen afferunt, Venise, 1542, 1557 et 1564, in-fol. La première édition (1542) fut mise à l'Index, parce que l'auteur disait, dans sa préface, avoir réformé 8 000 passages dans la Vulgate ; mais les députés du Concile, chargés de l'examen des livres, levèrent l'interdiction, et l'ouvrage fut permis, à l'exception de la préface et des prolégomènes. On suivit, dans l'édition de 1564 les corrections et les retranchements indiqués dans l'Index expurgatorius. Melchor Cano et Richard Simon ont vivement attaqué l'ouvrage de Chiari. Le premier lui reproche d'avoir principalement cherché à critiquer St. Jérôme ; le second prétend qu'il n'entendait pas l'hébreu. Le savant Huet et le sage Fleury lui sont plus favorables. Ce dernier trouve les travaux de Chiari, savants, solides et utiles. Ses autres ouvrages sont : 1° une version du Nouveau Testament, en italien ; 2° des scolies sur le Cantique des Cantiques ; 3° des scolies sur le Nouveau Testament, dont il existe plusieurs éditions : celle d'Anvers, 1544, in-8°, est là plus ample ; 4° un grand nombre de discours en latin, sur différents endroits de l'Évangile et sur les Épîtres de Paul ; 5° une traduction latine du livre du moine Saint Nil, De Christiana Philosophia, insérée dans le t. 9 de l'Amplissima Collectio de D. Martène et de D. Durand ; 6° un recueil de lettres publiées par D. Maur. Piazzi, abbé du monastère de Parme. Modène, 1705, in-4°. (Voy. l'Histoire de de Thou, l. 16; et la Biblioth. des aut. eccles. d'Ellies Dupin.)